# Seznam integrálů inverzních trigonometrických funkcí
Toto je seznam integrálů (primitivních funkcí) pro integrandy obsahující inverzní trigonometrické funkce.

## Arkussinus
{\displaystyle \int \arcsin {\frac {x}{c}}\ \mathrm {d} x=x\arcsin {\frac {x}{c}}+{\sqrt {c^{2}-x^{2}}}}
{\displaystyle \int x\arcsin {\frac {x}{c}}\ \mathrm {d} x=\left({\frac {x^{2}}{2}}-{\frac {c^{2}}{4}}\right)\arcsin {\frac {x}{c}}+{\frac {x}{4}}{\sqrt {c^{2}-x^{2}}}}
{\displaystyle \int x^{2}\arcsin {\frac {x}{c}}\ \mathrm {d} x={\frac {x^{3}}{3}}\arcsin {\frac {x}{c}}+{\frac {x^{2}+2c^{2}}{9}}{\sqrt {c^{2}-x^{2}}}}
{\displaystyle \int x^{n}\arcsin x\ \mathrm {d} x={\frac {1}{n+1}}\left(x^{n+1}\arcsin x+{\frac {x^{n}{\sqrt {1-x^{2}}}-nx^{n-1}\arcsin x}{n-1}}+n\int x^{n-2}\arcsin x\ \mathrm {d} x\right)}

## Arkuskosinus
{\displaystyle \int \arccos {\frac {x}{c}}\ \mathrm {d} x=x\arccos {\frac {x}{c}}-{\sqrt {c^{2}-x^{2}}}}
{\displaystyle \int x\arccos {\frac {x}{c}}\ \mathrm {d} x=\left({\frac {x^{2}}{2}}-{\frac {c^{2}}{4}}\right)\arccos {\frac {x}{c}}-{\frac {x}{4}}{\sqrt {c^{2}-x^{2}}}}
{\displaystyle \int x^{2}\arccos {\frac {x}{c}}\ \mathrm {d} x={\frac {x^{3}}{3}}\arccos {\frac {x}{c}}-{\frac {x^{2}+2c^{2}}{9}}{\sqrt {c^{2}-x^{2}}}}

## Arkustangens
{\displaystyle \int \arctan {\frac {x}{c}}\ \mathrm {d} x=x\arctan {\frac {x}{c}}-{\frac {c}{2}}\ln(c^{2}+x^{2})}
{\displaystyle \int x\arctan {\frac {x}{c}}\ \mathrm {d} x={\frac {(c^{2}+x^{2})\arctan {\frac {x}{c}}-cx}{2}}}
{\displaystyle \int x^{2}\arctan {\frac {x}{c}}\ \mathrm {d} x={\frac {x^{3}}{3}}\arctan {\frac {x}{c}}-{\frac {cx^{2}}{6}}+{\frac {c^{3}}{6}}\ln(c^{2}+x^{2})}
{\displaystyle \int x^{n}\arctan {\frac {x}{c}}\ \mathrm {d} x={\frac {x^{n+1}}{n+1}}\arctan {\frac {x}{c}}-{\frac {c}{n+1}}\int {\frac {x^{n+1}}{c^{2}+x^{2}}}\ \mathrm {d} x,\quad n\neq 1}

## Arkussekans
{\displaystyle \int \operatorname {arcsec} {\frac {x}{c}}\ \mathrm {d} x=x\operatorname {arcsec} {\frac {x}{c}}+{\frac {x}{c|x|}}\ln \left|x\pm {\sqrt {x^{2}-1}}\right|}
{\displaystyle \int x\operatorname {arcsec} x\ \mathrm {d} x={\frac {1}{2}}\left(x^{2}\operatorname {arcsec} x-{\sqrt {x^{2}-1}}\right)}
{\displaystyle \int x^{n}\operatorname {arcsec} x\ \mathrm {d} x={\frac {1}{n+1}}\left(x^{n+1}\operatorname {arcsec} x-{\frac {1}{n}}\left[x^{n-1}{\sqrt {x^{2}-1}}+(1-n)\left(x^{n-1}\operatorname {arcsec} x+(1-n)\int x^{n-2}\operatorname {arcsec} x\ \mathrm {d} x\right)\right]\right)}

## Arkuskotangens
{\displaystyle \int \operatorname {arccot} {\frac {x}{c}}\ \mathrm {d} x=x\operatorname {arccot} {\frac {x}{c}}+{\frac {c}{2}}\ln(c^{2}+x^{2})}
{\displaystyle \int x\operatorname {arccot} {\frac {x}{c}}\ \mathrm {d} x={\frac {c^{2}+x^{2}}{2}}\operatorname {arccot} {\frac {x}{c}}+{\frac {cx}{2}}}
{\displaystyle \int x^{2}\operatorname {arccot} {\frac {x}{c}}\ \mathrm {d} x={\frac {x^{3}}{3}}\operatorname {arccot} {\frac {x}{c}}+{\frac {cx^{2}}{6}}-{\frac {c^{3}}{6}}\ln(c^{2}+x^{2})}
{\displaystyle \int x^{n}\operatorname {arccot} {\frac {x}{c}}\ \mathrm {d} x={\frac {x^{n+1}}{n+1}}\operatorname {arccot} {\frac {x}{c}}+{\frac {c}{n+1}}\int {\frac {x^{n+1}}{c^{2}+x^{2}}}\ \mathrm {d} x,\quad n\neq 1}